# Tomopterus similis
Tomopterus similis är en skalbaggsart som beskrevs av Fisher 1930. Tomopterus similis ingår i släktet Tomopterus och familjen långhorningar. Inga underarter finns listade i Catalogue of Life.